# أشوتسك
 أشوتسك هي قرية في محافظة شيراك في أرمينيا.بلغ عدد سكانها في عام 2001 حوالي 2,378 وارتفع ليصل إلى 2,482 في عام 2010 بحسب دائرة الإحصاء الوطنية لجمهورية أرمينيا.

## عدد السُكان
عدد السكان السنوي
| السنة   | 1873 | 1886 | 1931 | 1959 | 1970 | 1979 | 2001 | 2004 |
| التعداد | 438  | 602  | 916  | 1459 | 1693 | 2069 | 2378 | 3006 |